# Detalhes
"Detalhes" é uma canção de 1971, escrita por Roberto Carlos e Erasmo Carlos e originalmente lançado em 1970 pelo primeiro no auto titulado álbum de 1971 como faixa de abertura. Segundo ao um levantamento pela Escritório Central de Arrecadação e Distribuição (ECAD), "Detalhes" é a sétima canção mais tocada do Roberto Carlos.

## Contexto
A faixa foi composta quando o Roberto Carlos estava passando em um mau momento em sua vida quando ele divorcio com a sua namorada.

## Faixas
- Créditos adaptados da contracapa do compacto português Detalhes.[5]

Lado A
| N.º | Título     | Compositor(es)                | Duração |  |
| 1.  | "Detalhes" | Roberto Carlos, Erasmo Carlos | 5:03    |  |

Lado B
| N.º | Título          | Compositor(es)                | Duração |  |
| 1.  | "De Tanto Amor" | Roberto Carlos, Erasmo Carlos | 3:27    |  |

## Desempenho nas tabelas musicais
| Paradas (1972–73)     | Peak position |
| --------------------- | ------------- |
| Argentina (CAPIF)     | 3             |
| México (Record World) | 1             |
| México (Radio Mill)   | 1             |

## Legado
Em outubro de 2009, a revista Rolling Stone Brasil publicou uma edição especial com uma lista das 100 melhores músicas brasileiras de todos os tempos e Detalhes estava na posição numero oito na lista das 100 maiores músicas brasileiras pela Rolling Stone Brasil.

## Versiones
Uma versão italiana da música foi escrita por Bruno Lauzi e cantado pela cantora italiana Ornella Vanoni e colocada no álbum homônimo da cantora de 1973. A música foi também regravada pelo cantor Carlinhos Brown no álbum de 1994 "Rei" e pela cantora Maria Bethânia no álbum As Canções Que Você Fez pra Mim (1993).

## Ligações Externas
Canções de Roberto Carlos (sítio oficial)